# Garelli KL100E
Die Garelli KL100E war ein leichtes Enduro-Leichtkraftrad des italienischen Herstellers Garelli, das ab etwa 1973 produziert wurde. Das Modell war mit einem wassergekühlten Zweitaktmotor vom Typ G58K ausgestattet und richtete sich vor allem an sportlich orientierte Fahrer im Bereich der 80- bis 100-cm³-Klasse. Die KL100E war insbesondere auf Exportmärkten wie den USA und Großbritannien vertreten und wurde gelegentlich auch im Amateur-Geländesport eingesetzt.

## Technik
Die KL100E hatte einen Einzylinder-Zweitaktmotor mit Wasserkühlung, was in dieser Fahrzeugklasse damals eher ungewöhnlich war. Mit rund 9,5 PS bot sie eine hohe Leistung für ein Leichtkraftrad dieser Hubraumklasse. Sie hatte Trommelbremsen vorn und hinten.

## Technische Daten
| Merkmal               | Daten                                          |
| --------------------- | ---------------------------------------------- |
| Motortyp              | Einzylinder-Zweitaktmotor, flüssigkeitsgekühlt |
| Hubraum               | 79 cm³                                         |
| Leistung              | 9,5 PS                                         |
| Getriebe              | 4-Gang-Schaltgetriebe                          |
| Kupplung              | Mehrscheibenkupplung im Ölbad                  |
| Antrieb               | Kette                                          |
| Rahmen                | Geschweißter Stahlrohrrahmen                   |
| Vorderradaufhängung   | Teleskopgabel                                  |
| Hinterradaufhängung   | Schwinge mit Stoßdämpfer                       |
| Reifengröße vorne     | 19"                                            |
| Reifengröße hinten    | 17"                                            |
| Bremsen vorne         | Trommelbremse                                  |
| Bremsen hinten        | Trommelbremse                                  |
| Höchstgeschwindigkeit | ca. 80 km/h                                    |